# 福薬根本
株式会社福薬根本（ふくやくねもと）は、福島県郡山市に本社を置いた、主に医薬品・医療用機器の卸業を営んでいた企業である。現在は、アルフレッサ ホールディングスグループの一社「恒和薬品」である。

## 沿革
- 1921年（大正10年）6月 - 資本金10万円で根本祐太郎が「合名会社根本商店」創業
- 1971年（昭和46年）2月22日 - 「株式会社根本商店」の薬品事業部を分離し、東京都の「福神」と業務提携し「根本薬品株式会社」設立。
- 1978年（昭和53年）10月 - 「根本薬品株式会社」と「福島薬品株式会社」と対等合併、社名を「株式会社福薬根本」に変更。
- 1983年（昭和58年）8月 - 社名を「株式会社恒和薬品」に変更。

## 事業展開概説

### 福島薬品株式会社
- 代表者
  - 代表取締役会長 藤井 清
  - 代表取締役社長 伊藤 博
  - 代表取締役常務 森川 善兵衛、瀬尾 善之、大和田 敦也
- 資本金 : 3,000万円
- 本社 : 福島県郡山市開成6-148
- 支店 : 郡山市・福島市・会津若松市・いわき市・仙台市・原町市・白河市・日立市
- 主な取引メーカー : 武田薬品、大日本製薬、三共、中外製薬

#### 沿革
- 1962年（昭和37年）5月 - 武田系医薬品中堅卸の「藤井商店・卸部」（二本松市）・「伊藤薬局・卸部」（須賀川市）・「瀬尾薬局・卸部」（平市）・「森川薬局・卸部」（会津若松市）・「大和田薬品・卸部」（福島市）を分離合併し、「福島薬品株式会社」を設立。
  - 郡山本社・福島支店・二本松支店・須賀川支店・会津支店・平支店・原町出張所を設立。
- 1969年（昭和44年）4月 -「仙台営業所」設置。
- 1978年（昭和53年）10月 -「根本薬品株式会社」と対等合併し、社名を「株式会社福薬根本」に変更。

## 営業所
- 郡山市・福島市・原町市・会津若松市・いわき市・白河市・仙台市・山形市・米沢市

## 主な取引メーカー
- 武田薬品
- 藤沢薬品
- 第一製薬
- 中外製薬
- エーザイ